# Dimitrija Popstoikowa
Dimitrija Popstoikowa (bulgarisch Димитрия Попстойкова; * 1. Juni 1982, englische Transkription Dimitria Popstoikova) ist eine bulgarische Badmintonspielerin. 

## Karriere
Dimitria Popstoikowa gewann in Bulgarien 2007 zwei Juniorentitel, bevor sie 2009 erstmals bei den Erwachsenen erfolgreich war. Ein weiter Titelgewinn folgte 2012. 2006 und 2007 nahm sie an den Badminton-Juniorenweltmeisterschaft teil, 2009 an den Weltmeisterschaften sowie 2011 und 2012 an den Mannschaftseuropameisterschaften. 2008, 2010 und 2011 wurde sie Balkanmeisterin. 2009 siegte sie bei den Romanian International.